# Dogo español
El dogo español es una raza canina española en vías de recuperación. Tiene un estrecho parentesco con el Alano español, pero es de mayor tamaño. El dogo español es reconocido por la Asociación Canina Nacional y consecuentemente por el Alianz Canine Worldwide.
En la actualidad encontramos los núcleos poblacionales más importante de la misma en España (especialmente en el sur del país, en la comunidad autónoma de Andalucía) y Noruega. España cuenta con el Club de referencia de la raza y el más importante a nivel mundial. Su nombre es C.N.D.E (Club Nacional del Dogo Español) y su sede está en la provincia de Sevilla, concretamente en la localidad de Utrera. Este Club fue fundado en el año 2014 por los precursores de la raza, los cuales ya venían trabajando en la recuperación de la misma desde hacía numerosos años.

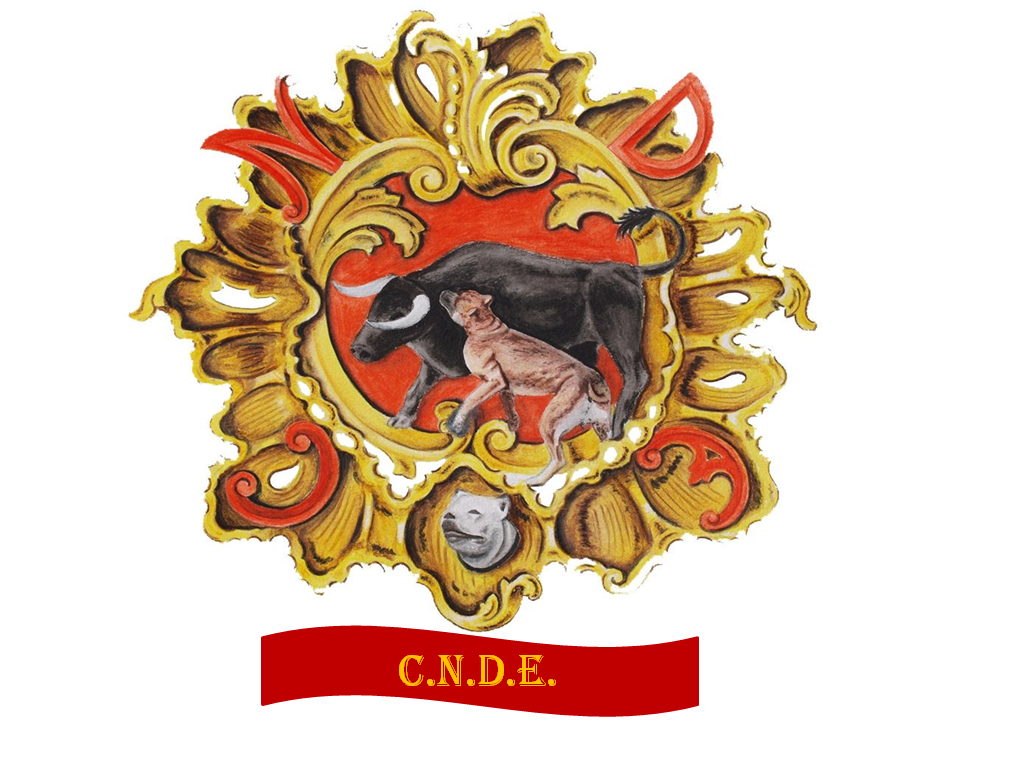
Club Nacional del Dogo Español (C.N.D.E.)

## Reseña histórica

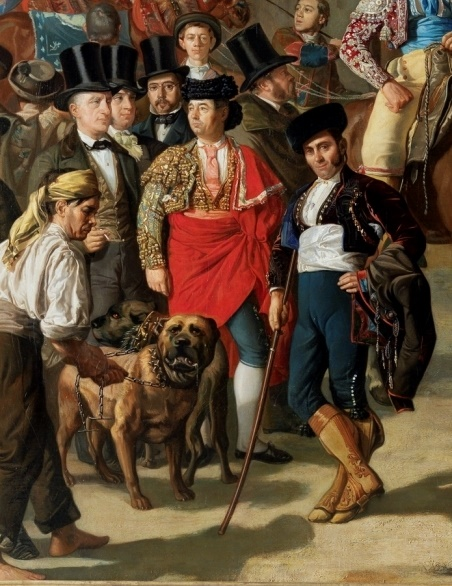
"Patio de la cuadra de caballos de la plaza de toros de Madrid, antes de una corrida", 1853, Manuel Castellano. Mastines de España.

Durante el periodo comprendido entre finales de los s. IV y V, el pueblo alano va ocupando amplias zonas del sur de Europa, entre otras la península ibérica. Este pueblo se hace acompañar por sus perros de presa, los cuales se mestizan con los poderosos perros traídos a la península por fenicios y romanos, principalmente. Mestizaje que da origen al que más tarde sería llamado Dogo, Presa o chato español entre otras sinonimias. Su nombre se debe principalmente a sus excelentes cualidades en el manejo y control del ganado bovino de tipo bravo y semibravo, oriundo de la península ibérica. Más tarde, la aparición de la tauromaquia, haría que estos jugaran un papel destacado en la misma, en la denominada suerte de perros, hasta principios del siglo XX. También, por sus cualidades para la defensa y la guarda, sería utilizado como perro de guerra, siendo muy apreciados por militares de otras naciones, en especial para el control de sublevados en las Américas.

## Apariencia general
De tipo moloso, moderadamente brevilíneo, muy fuerte, rústico y dotado de una tremenda potencia. Espalda recta y compacta. Presenta un notable dimorfismo sexual, mostrando los machos una región craneal más desarrollada y con un tipo más marcado. De talla media a grande, braquicéfalo, presenta en su conjunto una estructura robusta, compacta y poderosa.

## Temperamento
De carácter dulce y afable con la familia. Trabajador incansable y multifacético. Muy atento y especialmente dotado para la guarda, defensa, manejo y control de ganado bovino. De fácil manejo y educación. Se muestra muy seguro de sí mismo.

## Estándar[7]

### Cabeza[7]
Braquicéfalo, de cabeza fuerte y poderosa.

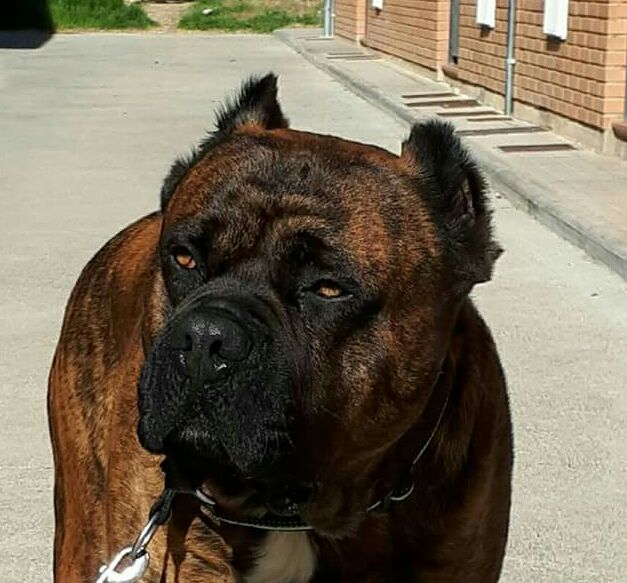
Perro de toro español (Dogo español)

#### Región craneal
De cráneo ligeramente convexo, cuadrado, ancho y muy fuerte. De largura media, siempre en armonía con el resto del cuerpo.  Líneas cráneo faciales ligeramente convergentes. Surco frontal bien acentuado. Músculos temporales muy desarrollados. Los arcos cigomáticos, supraciliares, así como los huesos temporales, muestran un elevado desarrollo. La piel se presenta lisa, sin arrugas. Stop muy marcado. 

#### Región facial (cara)
- Trufa: de pigmentación negra y completa. Grande y con orificios amplios.
- Hocico: cuadrado, fuerte, ocupando el 34% de la longitud total del cráneo, admitiéndose una desviación del 2%. Se admiten ligeros pliegues.
- Labios: gruesos y bien pigmentados; deseable que no cuelguen demasiado.
- Mandíbulas y dientes: deben de ser muy potentes. Lo suficientemente anchas que permitan una correcta inserción dental. Preferentemente completa (42 piezas). Las piezas dentales no son visibles con la boca cerrada. Caninos romos, cortos, anchos y bien separados. Se admite como mordida la tijera, pinza, tijera invertida, así como un leve prognatismo que no supere los 0,5cm. Maxilares bien desarrollados.
- Ojos: medianos, almendrados y bien separados. Desde el avellana oscuro hasta el ámbar y amarillo.
- Párpados adheridos y bien pigmentados. De mirada franca y frontal. Con poco blanco y conjuntiva no aparente.
- Orejas: de inserción media-alta. Preferiblemente  plegadas sobre la cara y ligeramente redondeadas en su parte inferior. De tamaño medio a pequeño.

#### Cuello
Bien musculado, levemente arqueado y de longitud media. Se admiten ligeros pliegues en la zona de la papada. Aplastándose ligeramente de los hombros a la cabeza.

### Cuerpo[7]
- Cruz: bien marcada, de implantación media y descendiente hacia el dorso.
- Dorso: medio,  plano y bien desarrollado.
- Lomo: corto, amplio,  fuerte y convexo.
- Grupa: ligeramente derribada. Se muestra corta, ancha y bien desarrollada.
- Pecho: ancho, profundo, muy  fuerte y desarrollado. Costillar ligeramente cilíndrico. De perfil desciende hasta el codo. El perímetro torácico, en su parte más ancha debe superar como mínimo en un 25% la alzada a la cruz.
- Abdomen: moderadamente retraído.
- Cola: de inserción media. De gran grosor en su base se afina hacia la apunta, no sobrepasando el corvejón. No se enrolla en la punta.

#### Extremidades

##### Anteriores
- Hombros: fuertes, con músculos prominentes. Ligeramente oblicuos.
- Brazos: bien musculados, aplomados y separados.
- Codos: ni vueltos hacia afuera ni muy pegados al pecho.
- Antebrazos: bien musculados, rectos y con buen hueso.
- Pies anteriores: redondeados, constituidos por fuertes dedos que  refuerzan el aspecto de los grandes felinos.

##### Posteriores
- Fuertes y correctamente anguladas.
- Muslos: aparentes y muy desarrollados.
- Corvejones: cortos, vigorosos y de ángulo moderado. No presenta espolón.
- Pies posteriores: redondeados, ligeramente más largos que los anteriores y dedos gruesos.

### Movimiento[7]
El paso típico de la raza es el trote. Este se muestra sin esfuerzo, fluido y ágil. La espalda queda al mismo nivel, paralela a la dirección del movimiento. La cabeza tiende a llevarse baja. De galope explosivo.

### Piel[7]
Gruesa y pegada excepto en el cuello, que se presenta algo más laxa.

### Pelaje[7]
- Pelo: moderadamente corto (nunca raso), denso y áspero, puede presentar un ligero subpelo. El pelo debe reforzar la apariencia rústica del individuo.
- Color: leonados y barcinos o atigrado en toda sus variedades; alobados; carbonados o silla; negro y atigrado; negro y leonado y píos. Con o sin máscara.

### Tamaño y peso[7]
- Alzada a la cruz: machos de 63cm a 68cm,  hembras de 60cm a 65 cm.
- Peso: machos entre 50 y 60 kg, hembras entre 42 y 52 kg.

Peso y talla deben ir en armonía, para garantizar la capacidad funcional de la raza. 
Para ello se aplicarán los siguientes Índices de Masa Corporal (IMC = kg/m²) I.M.C. ideal: machos 41,9 Kg/m², hembras 37,6 Kg/m².

### Faltas[7]
Cualquier desviación de los criterios antes mencionados debe considerarse falta y la gravedad de esta se considera al grado de la desviación al estándar.

#### Faltas graves
- Timidez.
- Agresividad injustificada.
- Hocico demasiado corto o largo.
- Sobrecarga.
- Línea dorsal descendente.
- Falta de dos premolares.
- Una desviación del Índice de Masa Corporal ideal superior o inferior a 6 Kg/m²

#### Faltas eliminatorias
- Sordera.
- Albinismo, falta de pigmentación.
- Criptorquidismo o monorquidismo.
- Falta de cuatro premolares.
- Torsión mandibular.
- Pelo largo.
- Cola amputada.

## Galería

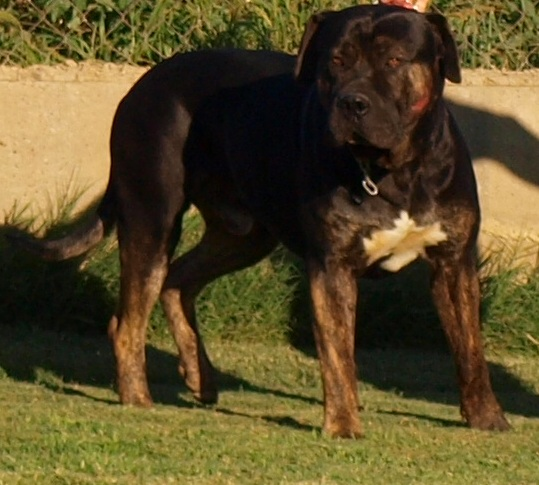
Dogo Español macho
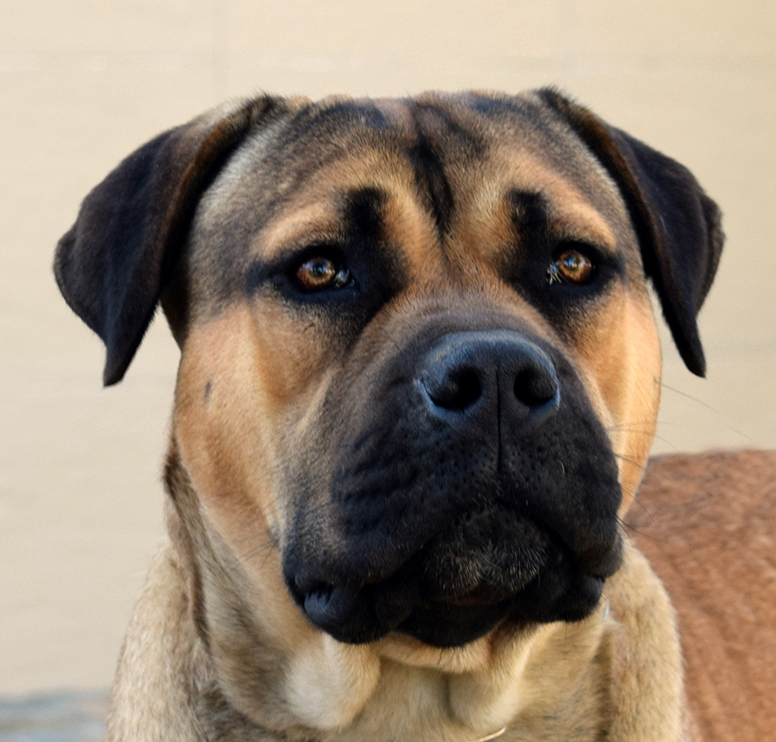
Detalle cabeza hembra Dogo Español
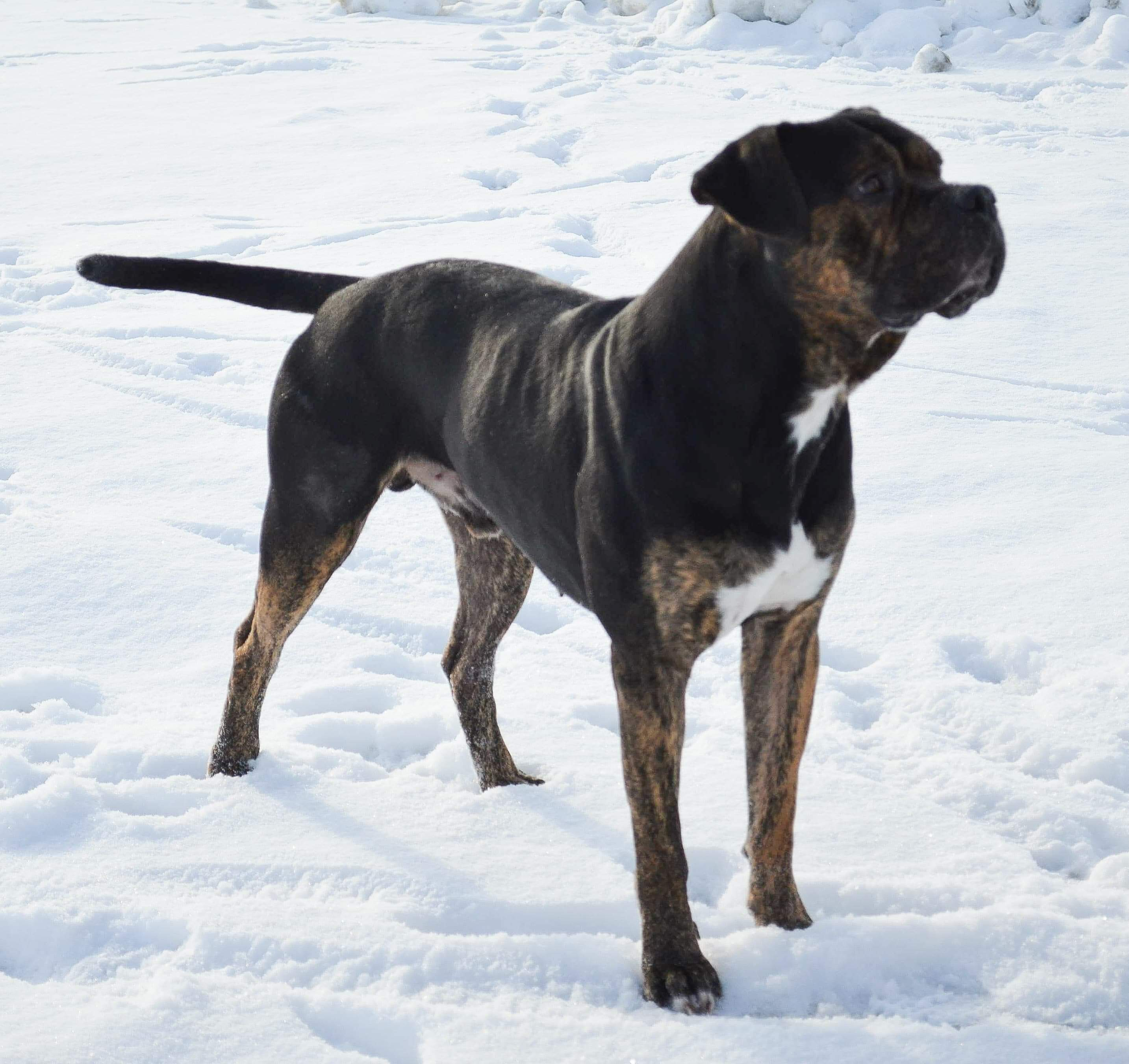
Dogo Español macho
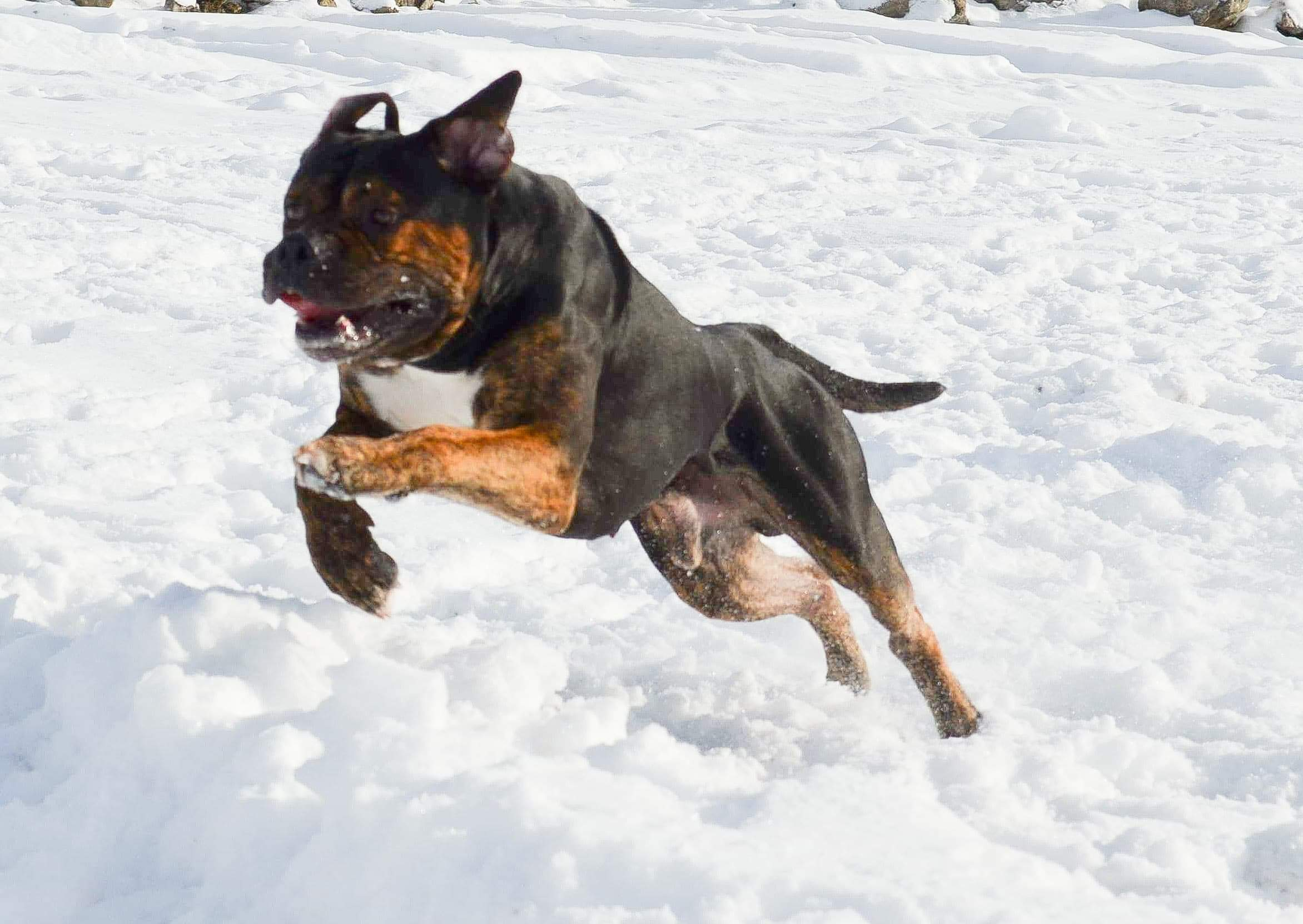
Dogo Español macho en Noruega